# Systella bolivari
Systella bolivari är en insektsart som beskrevs av Willemse, C. 1928. Systella bolivari ingår i släktet Systella och familjen Trigonopterygidae. Inga underarter finns listade i Catalogue of Life.